# Jacques Stockman
Jacques "Jacky" Stockman (ur. 8 października 1938 w Ronse  – zm. 4 maja 2013 w Waregem) – belgijski piłkarz grający na pozycji napastnika. Był reprezentantem Belgii.

## Kariera klubowa
Swoją karierę piłkarską Stockman rozpoczął w klubie RFC Renaisien. Zadebiutował w nim w sezonie 1955/1956 w trzeciej lidze belgijskiej. W 1957 roku przeszedł do pierwszoligowego Anderlechtu. Wraz z Anderlechtem pięciokrotnie zostawał mistrzem Belgii w sezonach 1958/1959, 1961/1962, 1963/1964, 1964/1965 i 1965/1966 oraz raz wicemistrzem w sezonie 1959/1960. Zdobył też Puchar Belgii w sezonie 1964/1965 i tytuł króla strzelców ligi w sezonie 1961/1962 (29 goli).
W 1966 roku Stockman odszedł do RFC Liège, w którym grał przez rok. W latach 1967-1972 występował w KSV Waregem. W 1972 roku wrócił do Anderlechtu i zdobył z nim Puchar Belgii w sezonie 1972/1973. Po tym sukcesie zakończył karierę.
| Sezon   | Klub           | Kraj   | Rozgrywki   | Mecze | Gole |
| ------- | -------------- | ------ | ----------- | ----- | ---- |
| 1955/56 | RFC Renaisien  | Belgia | Division 3B | ?     | ?    |
| 1956/57 | RFC Renaisien  | Belgia | Division 3B | ?     | ?    |
| 1957/58 | RSC Anderlecht | Belgia | Division 1  | 30    | 13   |
| 1958/59 | RSC Anderlecht | Belgia | Division 1  | 28    | 15   |
| 1959/60 | RSC Anderlecht | Belgia | Division 1  | 19    | 15   |
| 1960/61 | RSC Anderlecht | Belgia | Division 1  | 21    | 13   |
| 1961/62 | RSC Anderlecht | Belgia | Division 1  | 30    | 29   |
| 1962/63 | RSC Anderlecht | Belgia | Division 1  | 26    | 17   |
| 1963/64 | RSC Anderlecht | Belgia | Division 1  | 23    | 10   |
| 1964/65 | RSC Anderlecht | Belgia | Division 1  | 30    | 19   |
| 1965/66 | RSC Anderlecht | Belgia | Division 1  | 29    | 11   |
| 1966/67 | RFC Liège      | Belgia | Division 1  | ?     | ?    |
| 1967/68 | KSV Waregem    | Belgia | Division 1  | ?     | ?    |
| 1968/69 | KSV Waregem    | Belgia | Division 1  | ?     | ?    |
| 1969/70 | KSV Waregem    | Belgia | Division 1  | ?     | ?    |
| 1970/71 | KSV Waregem    | Belgia | Division 1  | ?     | ?    |
| 1971/72 | KSV Waregem    | Belgia | Division 1  | ?     | ?    |
| 1972/73 | RSC Anderlecht | Belgia | Division 1  | 10    | 0    |

## Kariera reprezentacyjna
W reprezentacji Belgii Stockman zadebiutował 13 kwietnia 1958 w przegranym 2:7 towarzyskim meczu z Holandią, rozegranym w Antwerpii. W kadrze Belgii grał w eliminacjach do MŚ 1962, do Euro 64, do MŚ 1966 i do Euro 68. Od 1958 do 1967 roku rozegrał 32 mecze i strzelił 13 goli w kadrze narodowej.

## Kariera trenerska
Po zakończeniu kariery piłkarskiej Stockman został trenerem. Dwukrotnie prowadził zespół Excelsior Mouscron w latach 1973-1975 i 1985-1988.